# 1928년 미국 대통령 선거
1928년 미국 대통령 선거는 1928년 11월 6일에 치른 미국의 대통령 선거이다. 공화당 후보 허버트 후버와 민주당 후보의 앨 스미스의 싸움이 되었다. 공화당은 1920년대의 호황을 공략 포인트로 내세운데 반해서, 가톨릭이었던 스미스는 반대로 가톨릭에 대한 편견, 즉 스미스의 금주법에 대한 반대 입장과 관련이 되었던 태머니 홀 부정 부패의 잔재라는 정치적 장애를 안고 있었다. 후버가 58.2%의 득표를 올리며 압도적인 승리를 거뒀다. 민주당은 40.8%를 득표하였으나 이것은 제3당 운동이 사라진 효과로 선거인단에서는 남부 6개 주와 매사추세츠에서만 승리하면서 선거인단의 1/3을 잃었다.

## 후보자 지명

### 공화당
공화당의 지명 후보

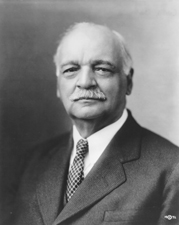
찰스 커티스, 상원 원내총무, 캔자스주 출신
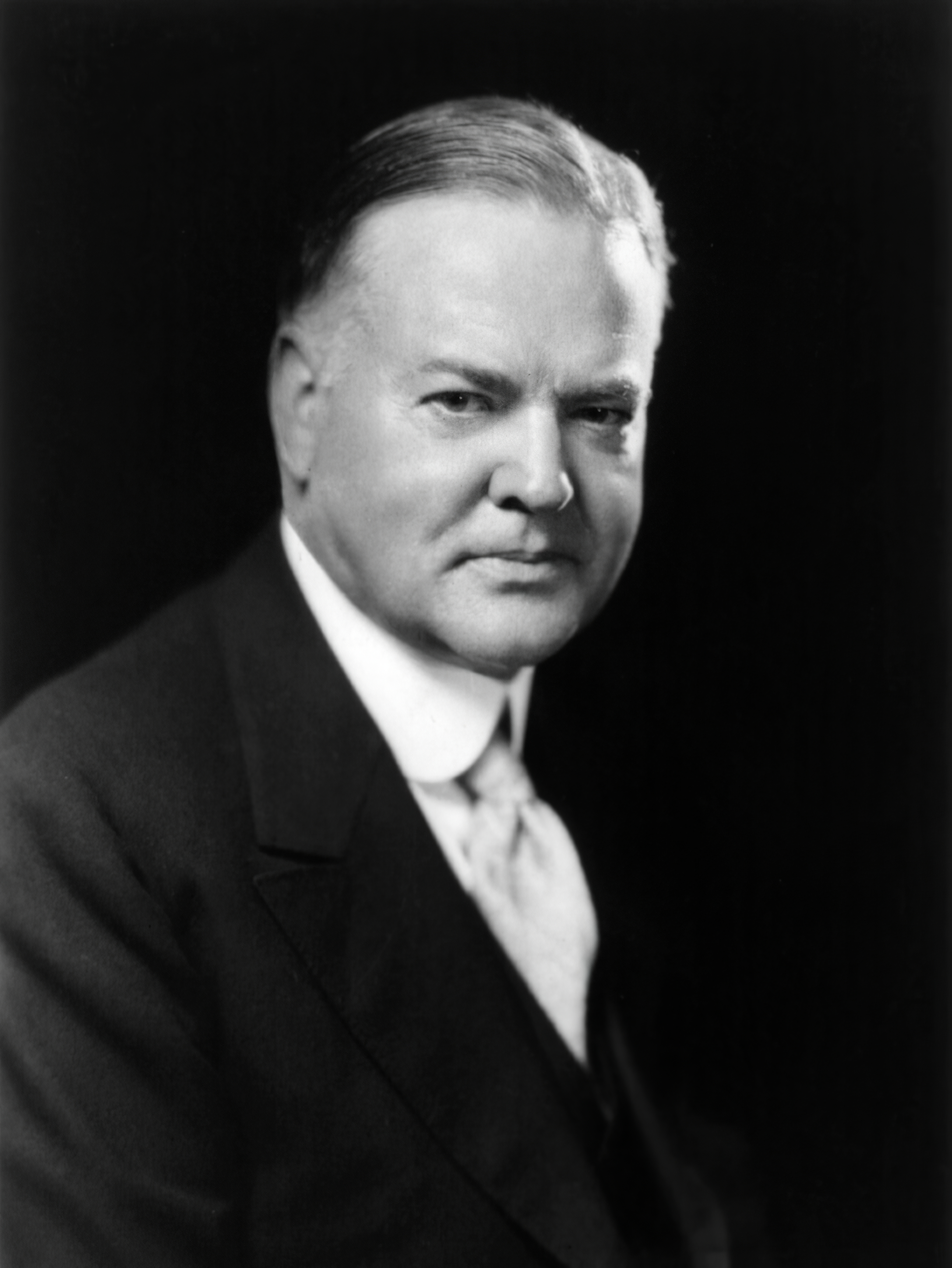
허버트 후버, 미국 상무부 장관, 캘리포니아주 출신
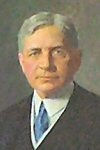
프랭크 로던, 원래 일리노이주 지사
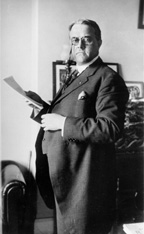
프랭크 윌리스, 오하이오주 출신 상원의원
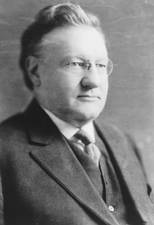
제임스 왓슨, 인디애나주 출신 상원의원

현직 쿨리지 대통령이 재출마를 거부했고, 후보 경선에서 유력 후보는 상무부 장관인 허버트 후버 전 일리노이 주지사와 프랭크 로던 그리고 상원 원내총무 찰스 커티스였다. 쿨리지를 추천하려는 움직임도 있었지만, 의미있는 추진력을 얻지 못했다.
일부 예비 선거에서는 후버가 생각만큼 선전하지 못했고, 교착 상태가 되자 대통령이나 부통령인 찰스 도스가 지명을 받을 수도 있다는 기대도 있었다. 그러나 로던이 전당 대회가 시작할 무렵에 사퇴를 표명했고, 후버가 지명되는 길을 터주었다.
공화당 전당 대회는 6월 12일부터 15일까지, 미주리주 캔자스시티에서 개최되었으며, 후보자 선택의 결과는 다음과 같았다.
- 허버트 후버 837표
- 프랭크 로던 74표
- 찰스 커티스 64표

### 민주당
공화당의 지명 후보

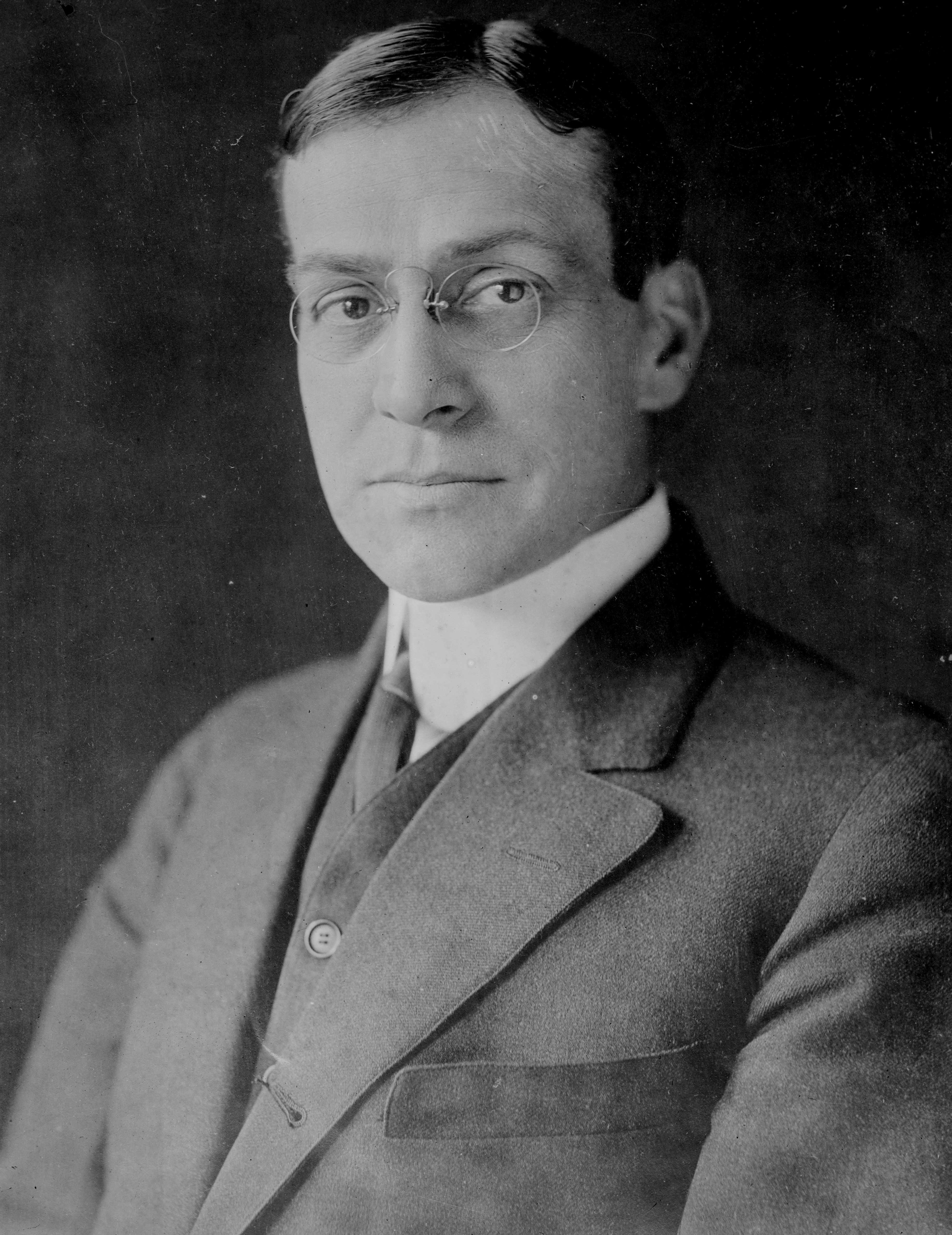
뉴턴 D. 베이커, 전미국육군장관, 오하이오주 출신
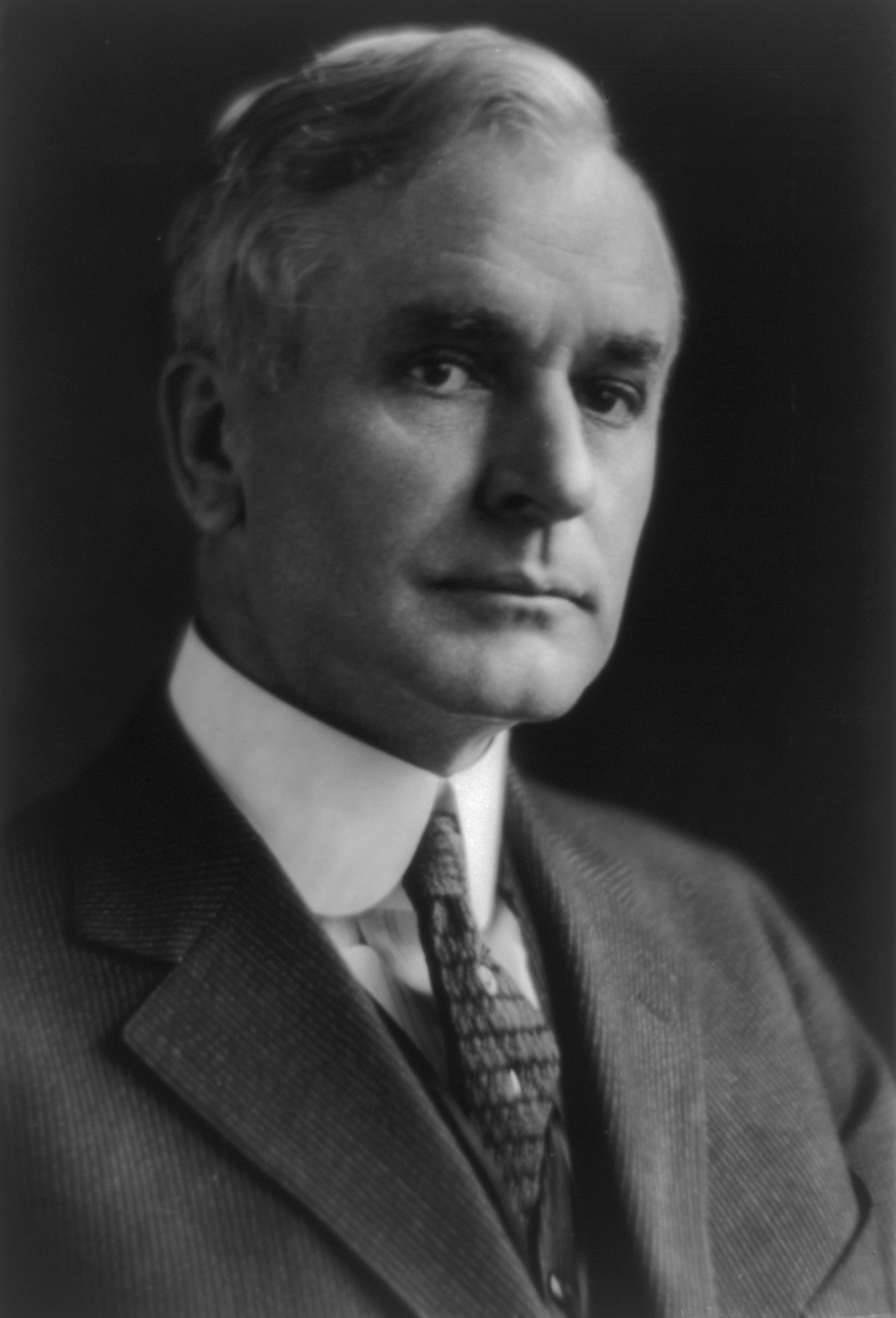
코델 헐, 테네시주 출신 미국 하원 의원
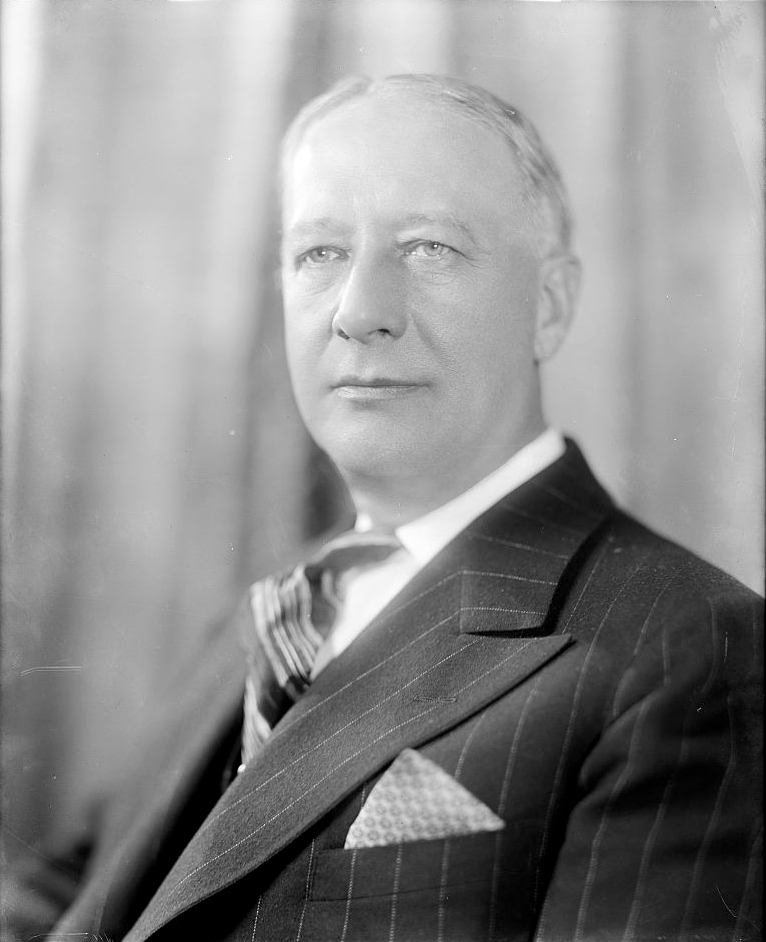
앨 스미스, 뉴욕주지사
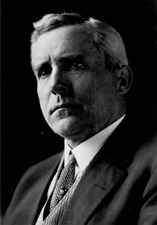
제임스 A. 리드, 미주리주 출신 미국 상원 의원

티팟 돔 스캔들(공유지 유전 이권을 둘러싼 유착 스캔들)의 기억이 희미해져 당시의 경제적 번영 속에서 이 해의 대통령 후보 선택은 소란 가치가 없었기 때문에, 윌리엄 마카두 같은 주요 민주당 지도자의 대다수는 늘하던대로 안주하고 있었다. 그렇지 못한 사람이 과거 2번 지명 후보가 되었던 뉴욕주지사 앨 스미스였다. 당 지도부는 우리는 어떤 계획이나 목적에도, 또한 공허한 영예도 스미스가 되는데 거는 것이 더 안전하다고 생각했다.
1928년 민주당 전당 대회는 6월 26일에서 28일까지 텍사스주 휴스턴에서 개최되어 스미스가 제1차 투표에서 대통령 후보로 지명되었다.
지도부는 스미스와는 많은 점에서 정치적 반대 편에 있었던 아칸소의 조셉 T. 로빈슨 상원 의원을 부통령 후보로 지명할 것을 대의원에게 요구하여 로빈슨이 부통령 후보로 지명되었다.
스미스는 주요 정당에서 대통령 후보로 지명된 자로서 로마 가톨릭교회이며, 그 종교가 선거 운동에서 문제시 되었다. 많은 개신교들이 스미스가 국가 정책을 결정할 때 로마 교회 지도자로부터 주문을 받지 않을까 두려워했다.

## 선거결과

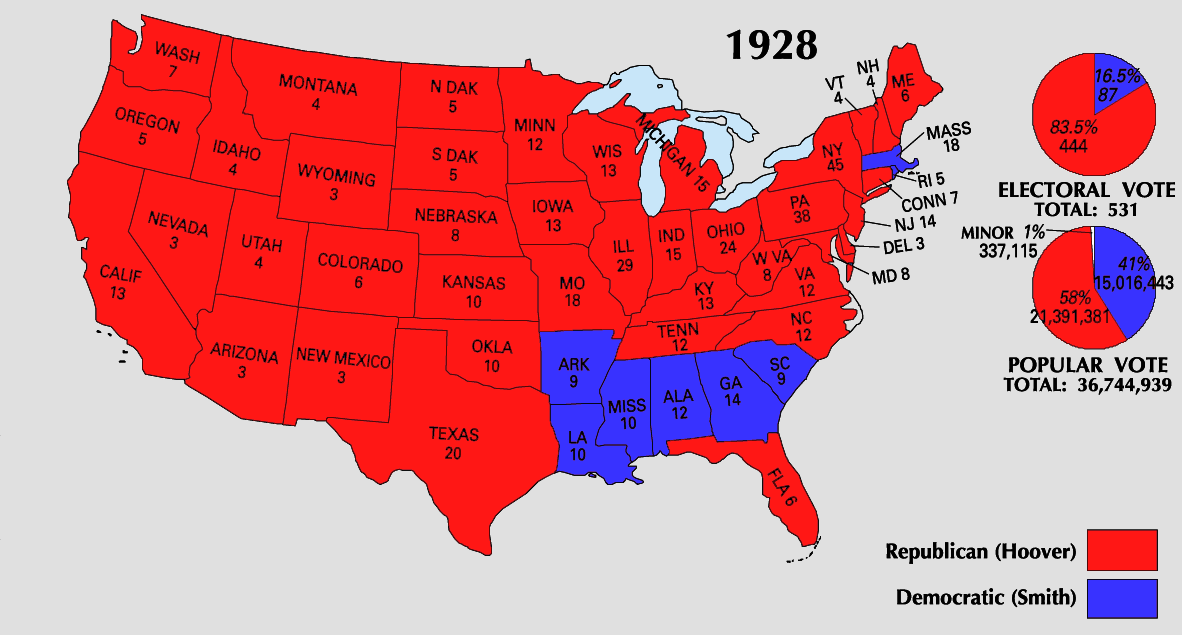

카운티별 1위정당

| 대통령 선거 결과 |            |                |            |            |          |                 |              |          |
| 대통령후보       | 출신주     | 정당           | 득표수     | 득표율     | 선거인단 | 부통령 후보     | 출신주       | 선거인단 |
| 허버트 후버      | 캘리포니아 | 공화당         | 21,427,123 | 58.21%     | 444      | 찰스 커티스     | 캔자스       | 444      |
| 앨 스미스        | 뉴욕       | 민주당         | 15,015,464 | 40.80%     | 87       | 조셉 로빈슨     | 아칸소       | 87       |
| 노먼 토마스      | 뉴욕       | 사회당         | 267,478    | 0.73%      | 0        | 제임스 머러     | 펜실베이니아 | 0        |
| 윌리엄 포스터    | 일리노이   | 공산당         | 48,551     | 0.13%      | 0        | 벤자민 기틀로우 | 뉴욕         | 0        |
| 베른 레이놀즈    | 미시간     | 사회주의노동당 | 21,590     | 0.06%      | 0        | 제리미 크로울리 | 뉴욕주       | 0        |
| 윌리엄 F. 바니   | 뉴욕       | 금주당         | 20,095     | 0.05%      | 0        | 제임스 엣저튼   | 버지니아     | 0        |
| 프랭크 웹        | 캘리포니아 | 농민노동당     | 6,390      | 0.02%      | 0        | 리로이 틸먼     | 조지아       | 0        |
| 기타             | 기타       | 기타           | 321        | 0.00%      | 0        |                 |              | 0        |
| 합계             | 합계       | 합계           | 36,807,012 | 100.00%    | 531      |                 |              | 531      |
| 선출필요수       | 선출필요수 | 선출필요수     | 선출필요수 | 선출필요수 | 266      |                 |              | 266      |

- 카운티별 1위정당

|                  |          | 허버트 후버 공화당 | 허버트 후버 공화당 | 허버트 후버 공화당 | 앨 스미스 민주당 | 앨 스미스 민주당 | 앨 스미스 민주당 | 격차      | 격차   | 선거인단   | 선거인단 |
| 주               | 선거인단 | #                  | %                  | 선거인단           | #                | %                | 선거인단         | #         | %      | #          |          |
| ---------------- | -------- | ------------------ | ------------------ | ------------------ | ---------------- | ---------------- | ---------------- | --------- | ------ | ---------- | -------- |
| 앨라배마         | 12       | 120,725            | 48.49              | -                  | 127,797          | 51.33            | 12               | -7,072    | -2.84  | 248,982    | AL       |
| 애리조나         | 3        | 52,533             | 57.57              | 3                  | 38,537           | 42.23            | -                | 13,996    | 15.34  | 91,254     | AZ       |
| 아칸소           | 9        | 77,751             | 39.33              | -                  | 119,196          | 60.29            | 9                | -41,445   | -20.96 | 197,693    | AR       |
| 캘리포니아       | 13       | 1,162,323          | 64.69              | 13                 | 614,365          | 34.19            | -                | 547,958   | 30.50  | 1,796,656  | CA       |
| 콜로나도         | 6        | 253,872            | 64.72              | 6                  | 133,131          | 33.94            | -                | 120,741   | 30.78  | 392,242    | CO       |
| 코네티컷         | 7        | 296,614            | 53.63              | 7                  | 252,040          | 45.57            | -                | 44,574    | 8.06   | 553,031    | CT       |
| 델라웨어         | 3        | 68,860             | 65.03              | 3                  | 36,643           | 34.60            | -                | 32,217    | 30.42  | 105,891    | DE       |
| 플로리다         | 6        | 144,168            | 56.83              | 6                  | 101,764          | 40.12            | -                | 42,404    | 16.72  | 253,672    | FL       |
| 조지아           | 14       | 99,369             | 43.36              | -                  | 129,602          | 56.56            | 14               | -30,233   | -13.19 | 229,159    | GA       |
| 아이다호         | 4        | 97,322             | 64.22              | 4                  | 52,926           | 34.93            | -                | 44,396    | 29.30  | 151,541    | ID       |
| 일리노이         | 29       | 1,769,141          | 56.93              | 29                 | 1,313,817        | 42.28            | -                | 455,324   | 14.65  | 3,107,489  | IL       |
| 인디애나         | 15       | 848,290            | 59.68              | 15                 | 562,691          | 39.59            | -                | 285,599   | 20.09  | 1,421,314  | IN       |
| 아이오와         | 13       | 623,570            | 61.77              | 13                 | 379,311          | 37.57            | -                | 244,259   | 24.20  | 1,009,489  | IA       |
| 캔자스           | 10       | 513,672            | 72.02              | 10                 | 193,003          | 27.06            | -                | 320,669   | 44.96  | 713,200    | KS       |
| 켄터키           | 13       | 558,064            | 59.33              | 13                 | 381,070          | 40.51            | -                | 176,994   | 18.82  | 940,604    | KY       |
| 루이지애나       | 10       | 51,160             | 23.70              | -                  | 164,655          | 76.29            | 10               | -113,495  | -52.58 | 215,833    | LA       |
| 메인             | 6        | 179,923            | 68.63              | 6                  | 81,179           | 30.96            | -                | 98,744    | 37.66  | 262,171    | ME       |
| 메릴랜드         | 8        | 301,479            | 57.06              | 8                  | 223,626          | 42.33            | -                | 77,853    | 14.74  | 528,348    | MD       |
| 매사추세츠       | 18       | 775,566            | 49.15              | -                  | 792,758          | 50.24            | 18               | -17,192   | -1.09  | 1,577,823  | MA       |
| 미시간           | 15       | 965,396            | 70.36              | 15                 | 396,762          | 28.92            | -                | 568,634   | 41.44  | 1,372,082  | MI       |
| 미네소타         | 12       | 560,977            | 57.77              | 12                 | 396,451          | 40.83            | -                | 164,526   | 16.94  | 970,976    | MN       |
| 미시시피         | 10       | 27,153             | 17.90              | -                  | 124,539          | 82.10            | 10               | -97,386   | -64.20 | 151,692    | MS       |
| 미주리           | 18       | 834,080            | 55.58              | 18                 | 662,562          | 44.15            | -                | 171,518   | 11.43  | 1,500,721  | MO       |
| 몬태나           | 4        | 113,300            | 58.37              | 4                  | 78,578           | 40.48            | -                | 34,722    | 17.89  | 194,108    | MT       |
| 네브래스카       | 8        | 345,745            | 63.19              | 8                  | 197,959          | 36.18            | -                | 147,786   | 27.01  | 547,144    | NE       |
| 네바다           | 3        | 18,327             | 56.54              | 3                  | 14,090           | 43.46            | -                | 4,237     | 13.07  | 32,417     | NV       |
| 뉴햄프셔         | 4        | 115,404            | 58.65              | 4                  | 80,715           | 41.02            | -                | 34,689    | 17.63  | 196,757    | NH       |
| 뉴저지           | 14       | 925,285            | 59.77              | 14                 | 616,162          | 39.80            | -                | 309,123   | 19.97  | 1,548,195  | NJ       |
| 뉴멕시코         | 3        | 69,645             | 59.01              | 3                  | 48,211           | 40.85            | -                | 21,434    | 18.16  | 118,014    | NM       |
| 뉴욕             | 45       | 2,193,344          | 49.79              | 45                 | 2,089,863        | 47.44            | -                | 103,481   | 2.35   | 4,405,626  | NY       |
| 노스캐롤라이나   | 12       | 348,923            | 54.94              | 12                 | 286,227          | 45.06            | -                | 62,696    | 9.87   | 635,150    | NC       |
| 노스다코타       | 5        | 131,441            | 54.80              | 5                  | 106,648          | 44.46            | -                | 24,793    | 10.34  | 239,867    | ND       |
| 오하이오         | 24       | 1,627,546          | 64.89              | 24                 | 864,210          | 34.45            | -                | 763,336   | 30.43  | 2,508,346  | OH       |
| 오클라호마       | 10       | 394,046            | 63.72              | 10                 | 219,174          | 35.44            | -                | 174,872   | 28.28  | 618,427    | OK       |
| 오리건           | 5        | 205,341            | 64.18              | 5                  | 109,223          | 34.14            | -                | 96,118    | 30.04  | 319,942    | OR       |
| 펜실베이니아     | 38       | 2,055,382          | 65.24              | 38                 | 1,067,586        | 33.89            | -                | 987,796   | 31.35  | 3,150,610  | PA       |
| 로드아일랜드     | 5        | 117,522            | 49.55              | -                  | 118,973          | 50.16            | 5                | -1,451    | -0.61  | 237,194    | RI       |
| 사우스캐롤라이나 | 9        | 5,858              | 8.54               | -                  | 62,700           | 91.39            | 9                | -56,842   | -82.85 | 68,605     | SC       |
| 사우스다코타     | 5        | 157,603            | 60.18              | 5                  | 102,660          | 39.20            | -                | 54,943    | 20.98  | 261,865    | SD       |
| 테네시           | 12       | 195,388            | 53.76              | 12                 | 167,343          | 46.04            | -                | 28,045    | 7.72   | 363,473    | TN       |
| 텍사스           | 20       | 367,036            | 51.77              | 20                 | 341,032          | 48.10            | -                | 26,004    | 3.67   | 708,999    | TX       |
| 유타             | 4        | 94,618             | 53.58              | 4                  | 80,985           | 45.86            | -                | 13,633    | 7.72   | 176,603    | UT       |
| 버몬트           | 4        | 90,404             | 66.87              | 4                  | 44,440           | 32.87            | -                | 45,964    | 34.00  | 135,191    | VT       |
| 버지니아         | 12       | 164,609            | 53.91              | 12                 | 140,146          | 45.90            | -                | 24,463    | 8.01   | 305,358    | VA       |
| 워싱턴           | 7        | 335,844            | 67.06              | 7                  | 156,772          | 31.30            | -                | 179,072   | 35.75  | 500,840    | WA       |
| 웨스트버지니아주 | 8        | 375,551            | 58.43              | 8                  | 263,784          | 41.04            | -                | 111,767   | 17.39  | 642,752    | WV       |
| 위스콘신         | 13       | 544,205            | 53.52              | 13                 | 450,259          | 44.28            | -                | 93,946    | 9.24   | 1,016,831  | WI       |
| 와이오밍         | 3        | 52,748             | 63.68              | 3                  | 29,299           | 35.37            | -                | 23,449    | 28.31  | 82,835     | WY       |
| 합계:            | 531      | 21,427,123         | 58.21              | 444                | 15,015,464       | 40.80            | 87               | 6,411,659 | 17.42  | 36,807,012 | US       |

## 같이 보기
- 1928년 미국 하원의원 선거
- 1928년 미국 상원의원 선거